# Barrier Lake
Barrier Lake är en sjö i Kanada.   Den ligger i provinsen Alberta, i den centrala delen av landet, 2 900 km väster om huvudstaden Ottawa. Barrier Lake ligger 1 464 meter över havet.
I omgivningarna runt Barrier Lake växer i huvudsak barrskog. Trakten runt Barrier Lake är nära nog obefolkad, med mindre än två invånare per kvadratkilometer.